# Aachener Weiher

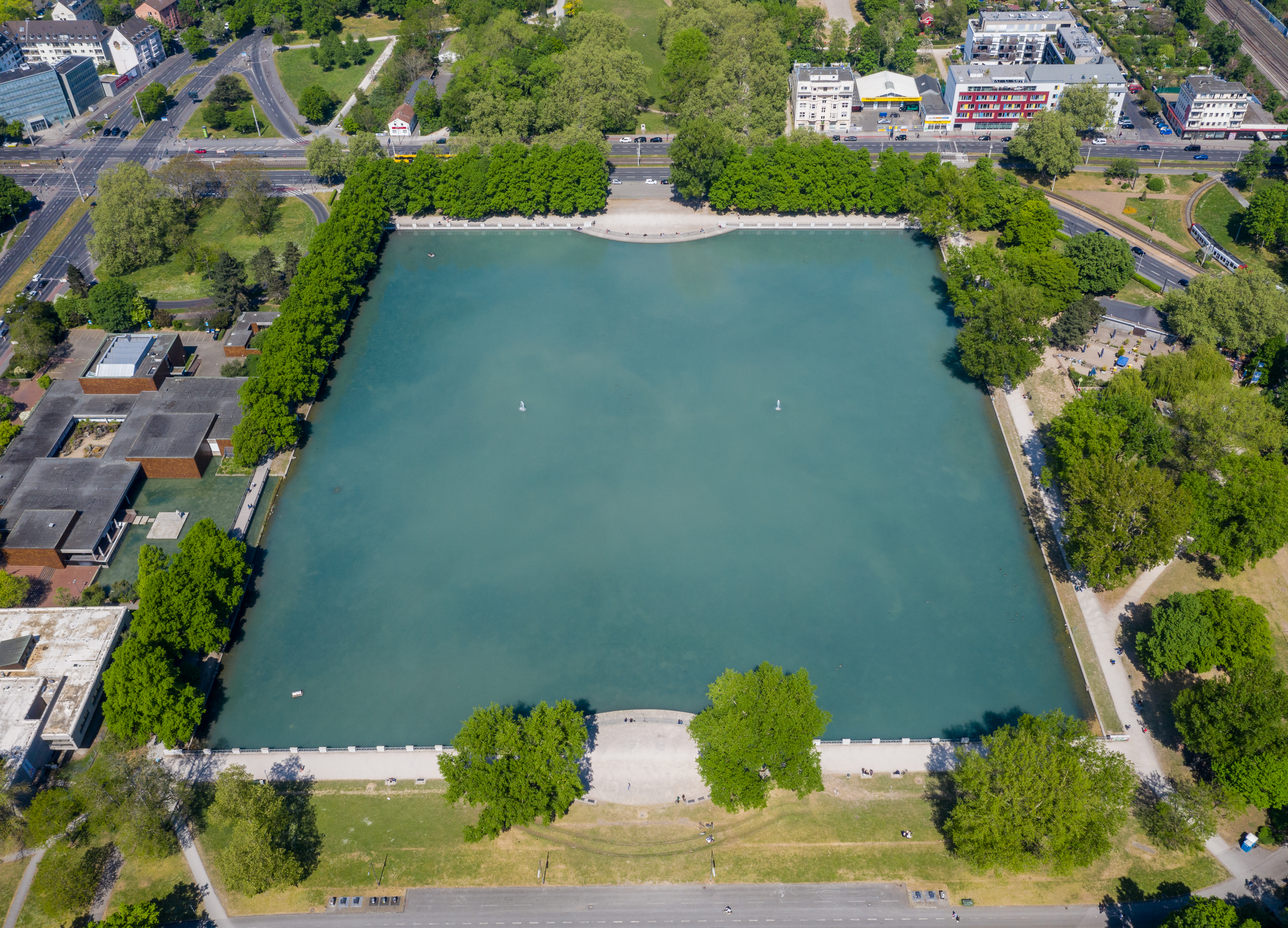
Der Aachener Weiher von oben

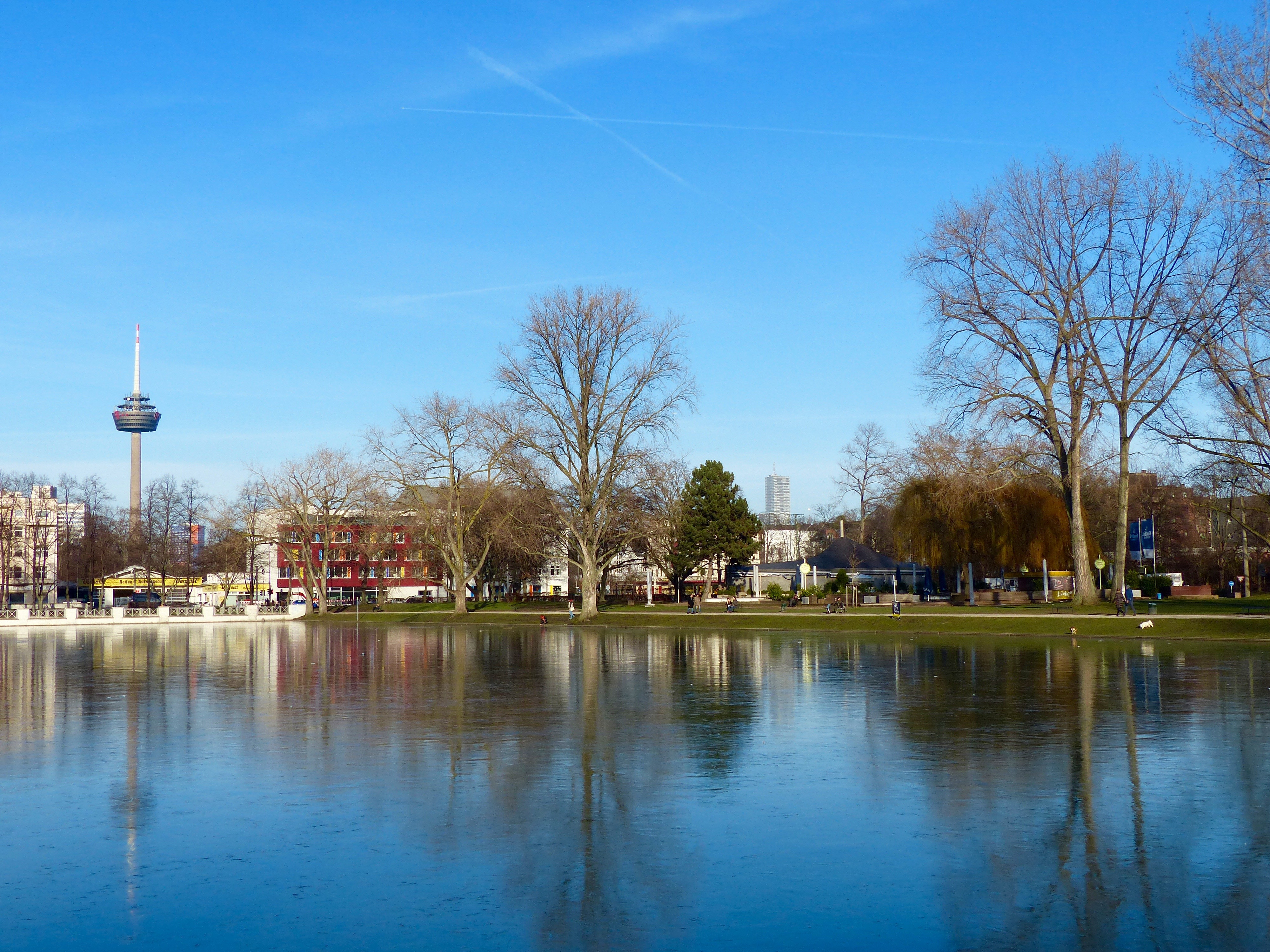
Aachener Weiher mit Blick zum Fernmeldeturm Colonius

Der Aachener Weiher ist ein künstlicher See im Kölner Inneren Grüngürtel. Er wurde zu Beginn der 1920er Jahre nach dem Generalplan des Städteplaners Fritz Schumacher auf Veranlassung des damaligen Oberbürgermeisters Konrad Adenauer durch den Gartendirektor Fritz Encke auf dem Rayon des Inneren Festungsrings angelegt. Seine Fläche beträgt knapp 40.000 m².

## Lage

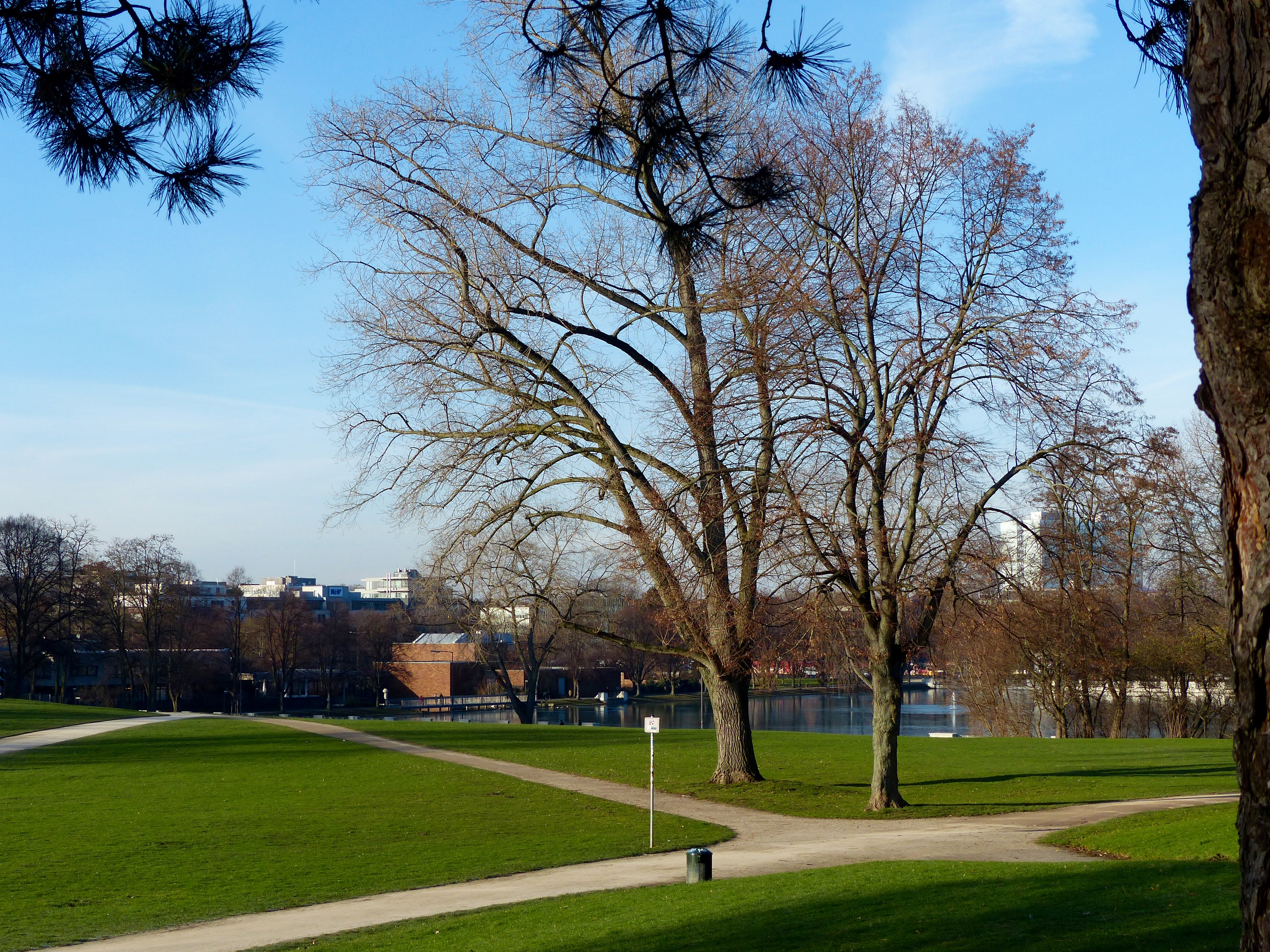
Blick vom Hiroshima-Nagasaki-Park in Richtung Norden zum Aachener Weiher

Zu den Straßen hin ist der Weiher mit einem mal mehr, mal weniger breiten Grünstreifen eingefasst und vom Frieda-Fischer-Weg (benannt seit 2014 nach Frieda Fischer-Wieruszowski) umfasst. Zum Weg gehört eine kleine Brücke auf Höhe des Museums für Ostasiatische Kunst, wo eine kleine Wasserfläche liegt, die mit dem Weiher verbunden ist. 
Die Anlage liegt links an der Aachener Straße, die bereits seit der Römerzeit als heute sogenannte Via Belgica die Colonia Claudia Ara Agrippinensium mit Boulogne-sur-Mer (Gesoriacum) verbindet. Nach ihr ist der Weiher benannt.   
Westlich des Weihers liegt die Innere Kanalstraße, im Osten sind die Bahngleise der linken Rheinstrecke, die hier im Bogen um die Innenstadt Kölns herumgeführt wird. 
An der Südseite schließt sich bis zur Bachemer Straße der seit 2004 so benannte Hiroshima-Nagasaki-Park an, der zuvor nur als „Grünfläche am Aachener Weiher“ bezeichnet wurde. Er ist nach dem Zweiten Weltkrieg wie viele andere Freiflächen in und um Köln mit Trümmerschutt in eine Hügellandschaft verwandelt worden. Zuvor war hier in der Zeit des Nationalsozialismus das Maifeld gelegen, ein Aufmarschplatz für etwa 200.000 Menschen. (→ Neustadt-Süd (Köln)#Aachener Straße und Belgisches Viertel)
Die Straße Zülpicher Wall, eine der Wallstraßen vor den ehemaligen mittelalterlichen Stadtmauern, wird als Fußweg im Park weitergeführt.

## Das Gewässer
Der Weiher hat einen Betonboden, der die Wasserversickerung verhindern soll. Er wird über einen geringen Zufluss aus dem Kölner Stadtwald gespeist, der über den Lindenthaler Kanal zugeführt wird. Die Wasserqualität ist wegen der geringen Tiefe und der starken Beanspruchung durch die Freizeitnutzung der Kölner problematisch, dennoch besteht eine Angelmöglichkeit über den Coelner Angel- und Gewässerschutzverein.
Im Weiher leben Aale, Barsche, Brassen, Karpfen, Rotaugen und Zander.

## Freizeit
Der Park wird stark frequentiert und noch mehr das nah dem Weiher gelegene Wiesengelände. Hier finden im Sommer Grillpartys statt, die die Stadt mit Grillscouts zu Müllvermeidung anhalten will. Die Stadt hat durch Aufstellen entsprechender Säulchen die Möglichkeit zum Slacklinen geboten. Das Gelände wird auch für Open-Air-Konzerte genutzt. Am Ufer ist der Aachener Biergarten mit 900 Plätzen geschaffen worden, dessen zeltüberdachter Teil mit 150 Plätzen auch im Winter geöffnet hat.

## Kultur

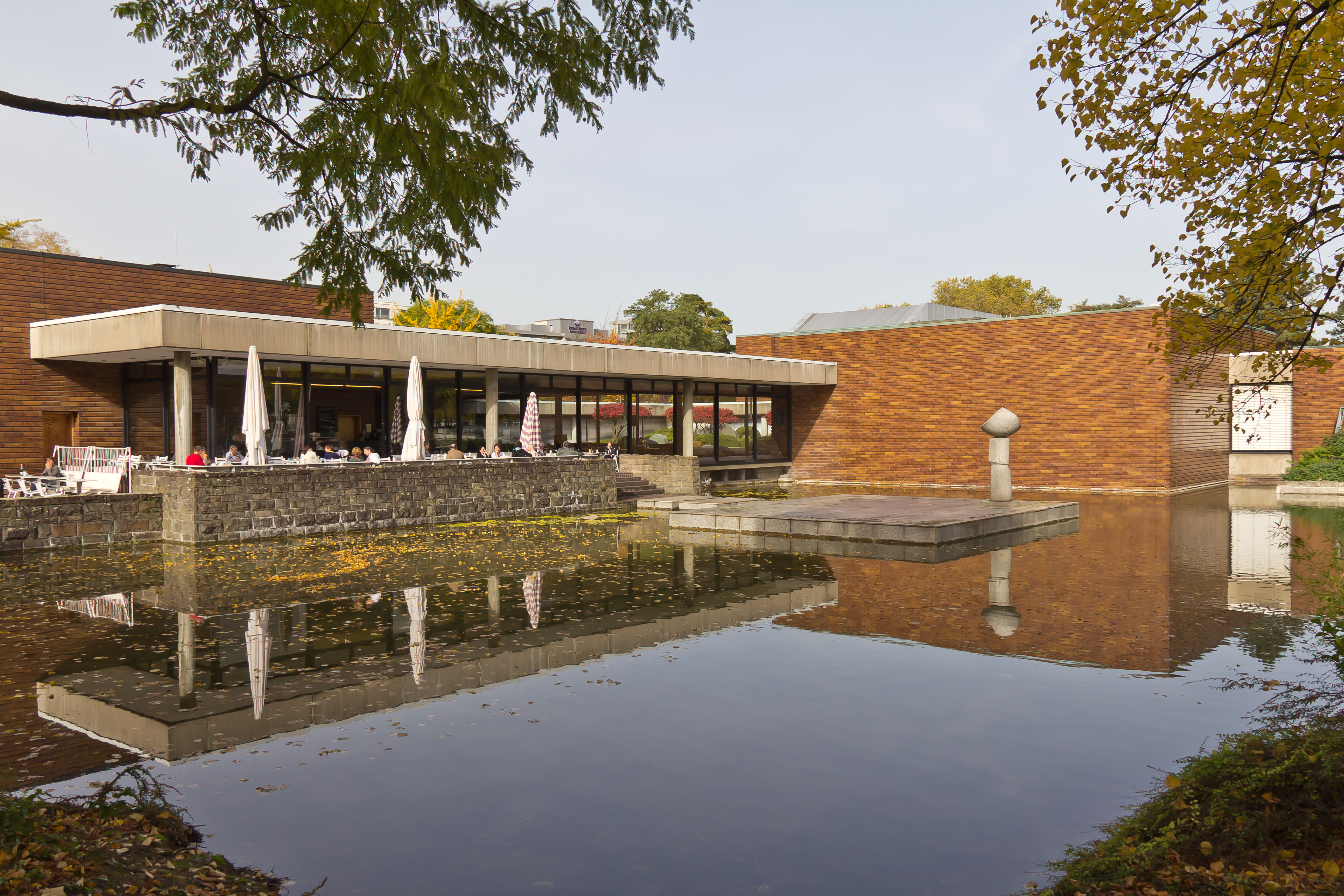
Museum für Ostasiatische Kunst (Museumscafé)

Außer der Universität liegen das Japanische Kulturinstitut und das Museum für Ostasiatische Kunst mit seinem Museumscafé und dem Japanischen Garten unmittelbar am Ufer – zwei aufeinander abgestimmte Bauwerke japanischer Architekten – am Aachener Weiher. Gegenüber kommt jenseits Universitätsstraße noch das Italienische Kulturinstitut mit dem der Universität zugeordneten Petrarca-Haus am Ende des Lindenthaler Kanals dazu.

## Pflege
Außer durch das städtische Grünflächenamt und den Anglerverein wird der Weiher ehrenamtlich durch die Kölner Grün Stiftung betreut.